# منينيزم
المنينيزم هو مصطلح يستخدم لوصف المجموعات المختلفة التي تحتوي على حركة حقوق الرجال، والرجال التي تدعم المساواة بين الجنسين «الفيمينيست». يستخدم المصطلح في بعض الأحيان لتحدي القضايا الاجتماعية التي تواجه الرجال، وفي أحيان أخرى يكون ساخرا أو شبه ساخر، مثل مسرحية الكلمات عن الحركة النسائية «الفيمينيسم». ويعرف أعضاء هذه المجموعة باسم «منينيست».

## التاريخ
استخدم مصطلح المينينزم في أوائل عام 2000 لوصف الذكور الفيمنينيست الذين عارضو التمييز الجنسي، ودعموا حقوق المرأة في المساواة في المجتمع والسياسة والعمل. وفي العقد القادم، استخدم المصطلح في مواقع التواصل الاجتماعي كمادة للسخرية والتي سخرت وانتقدت الحركة النسائية المتطرفة. في عام 2013، ذكرت الهيئة الإذاعية البريطانية (بي بي سي) أن هاشتاج meninist twitter#  كان يستخدم على تويتر، في البداية لنشر السخرية والدعابة حول الحركة النسائية «الفيمينيست»، ولكن بعد ذلك استخدم لنشر الصعوبات الهامة التي تواجهه الرجال المعاصرين. في عام 2015، ذكرت مجلة تايم «نولان فيني» أن الذين يستخدمون هاشتاج منينيست، ينقسمون بشكل عام إلى مجموعتين: الأولى وهم الاشخاص الذين يستخدمون المصطلح لأنهم يعتقدون أنهم وقعوا ضحية الحركة النسائية. والثانية وهم الأشخاص الذين يسخرون من المجموعة الأولى لعدم فهمهم للحركة النسائية في الأساس.

## المعنى
المعنى الحقيقي للمينينيزم: هو الدعوة لحقوق الرجال وحماية الجنس الذكري من الانقراض. في المقابل، يجب أن يكون مصطلح المينينيست علامة للرجال الذين يتحدثون من أجل رفاهية الجنس الأول. تطور هذا المصطلح جزئيًا إلى حركة تعزز الوعي بالقضايا التي تؤثر على الرجال، ومعارضة الظلم الظاهر الذي يواجهه الرجال في القرن الواحد والعشرين، ومعارضة الطريقة التي يدركها البعض بأن الرجال هم ضحية للأنثوية الحديثة، والعنف ضد الرجال. كما تعرف المرأة أيضا بأنها «منينيست».
طبقا لما ذكره مارتن دوابيني في صحيفة ديلي تلغراف، فقد يستخدم بعض المنينيست المصطلح لمناقشة القضايا الهامة التي تؤثر على الرجل، مثل: العنف الأسري ضد الرجال، وحركة حقوق الآباء، وقضايا الطلاق، وأحكام السجن للذكور الغير متناسبة، ومعدلات الانتحار، ومعدلات التشرد. وطبقًا لما ذكرته رادكيا سانجاي من صحيفة تلجراف، فإن الهاشتاج يستخدم بشكل كبير على تويتر للسخرية من الحركة النسائية «فيمينيسم»، ولكن يستخدم أيضًا لجذب الانتباه إلى قضايا الرجال، على غرار منتدى «الجرس الاحمر» على ريديت. يقول سانجاي إن رد الفعل على الحركة النسائية يستند إلى التسمية أكثر من آراء الحركة النسائية. وكتب إيبيجل جيمس لكاثوليك أونلاين، إنه في حين أن العقيدة تثير قضايا مشروعة -والتي يجب أن تؤخذ على محمل الجد- فإن مضمونها يقوم على التفسير الخاطئ لمعنى الحركة النسائية. كما ترتبط أيضًا معاداة الحركة النسائية بحركة المنينيست.

## الاستخدام
بدأ موقع منتفايد وهو موقع إعلامي مقره في الهند بهاشتاج يقول: «لوموا الشخص وليس الجميع» "Blame one not all #" وكان للتقليل من التعميمات ضد الرجال. ووفقًا لفيكتوريا ريتشاردز اوف ذي اندبندت، كانت الحملة جزءًا من حركة المنينيست. وتلقت الحملة رد عنيف لتحويل التركيز بعيدًا عن ضحايا الاغتصاب، مما يتضمن أنه يجب مكافأة الآداب الأساسية. وفي عمود الرأي في صحيفة «ذي ايكونوميك تايمز» انتقدت شيفالي بهات استخدام الحركة واليوم العالمي للرجال لبيع مزيل العرق، قائلًة: «.....لكي تصبح المبادرة ظاهرة اجتماعية، يتطلب أن يكون لها أساس في الحقيقة، والحقيقة هي أن الرجال يتمتعون بنوع من الامتياز بما فيه الكفاية، نسبيًا».
استخدم جيمس ميلار العبارة في «نيوستيتسمان» التي تنص على أن بالنسبة للمنينيستس «القتال واستدعاء القط وحفلات الشواء هو أساس كل ما لديهم».
كما استخدم الهاشتاج على القمصان أو ماشابهها، مع صور شخصية لأشخاص يرتدون ملابس منتشرة على مواقع التواصل الإاجتماعي. وذكرت العديد من النوافذ إن الملابس والصور كانت محلا للسخرية على نطاق واسع وغالبا ماكانت الصور تتعرض للسخرية.